# Neu! 2
Neu! 2 este un album al trupei de krautrock, Neu!. 

## Tracklist
1. "Für Immer" (11:17)
2. "Spitzenqualität" (3:35)
3. "Gedenkminute (für A + K)" (2:06)
4. "Lila Engel" (4:37)
5. "Neuschnee 78" (2:32)
6. "Super 16" (3:39)
7. "Neuschnee" (4:07)
8. "Cassetto" (1:48)
9. "Super 78" (1:36)
10. "Hallo Excentrico!" (3:44)
11. "Super" (3:11)

## Single-uri
- "Super"/"Neuschnee" (1972)

## Componență
- Michael Rother - chitară, chitară bas, claviaturi, zither, percuție, electronice
- Klaus Dinger - banjo japonez, chitară cu 11 coarde, tobe, percuție, pian electric Farfisa, voce, electronice